# موریس (منیتوبا)
موریس (به انگلیسی: Morris) یک شهرک در کانادا است که در منیوبا واقع شده‌است. موریس ۶٫۱۰ کیلومتر مربع مساحت و ۱٬۸۸۵ نفر جمعیت دارد.